# Paragem de Drizes
A Paragem de Drizes foi uma gare da Linha do Vouga, que servia a povoação de Drizes, no município de São Pedro do Sul, em Portugal.

## História
Esta interface fazia parte do lanço entre as estações de Bodiosa e Vouzela, que abriu à exploração em 5 de Fevereiro de 1914, pela Compagnie Française pour la Construction et Exploitation des Chemins de Fer à l'Étranger. Em 1 de Janeiro de 1947, a exploração da Linha do Vouga passou para a Companhia dos Caminhos de Ferro Portugueses.
Em 2 de Janeiro de 1990, a operadora Caminhos de Ferro Portugueses encerrou a circulação no lanço entre Sernada do Vouga e Viseu.

## Leitura recomendada
- SILVA, José; RIBEIRO, Manuel (2007). Os Comboios em Portugal. Volume III 1.ª ed. Lisboa: Terramar - Editores, Distribuidores e Livreiros, Lda. 203 páginas. ISBN 978-972-710-408-6